# Andrija Katić
Andrija Katić (in serbo Андрија Катић?; Trstenik, 17 febbraio 2002) è un calciatore serbo, portiere dell'AS Trenčín.

## Carriera

### Club
È cresciuto nel settore giovanile del Jagodina ed ha debuttato in prima squadra il 15 aprile 2018 nell'incontro di Prva Liga Srbija perso 2-0 contro lo Sloboda Užice. Nel 2018 è passato al Brodarac e l'anno seguente alla Stella Rossa che lo ha assegnato alla formazione Under-19. Nel 2020 è stato prestato al Budućnost Dobanovci dove ha giocato titolare la prima metà di stagione, prima di venire richiamato e prestato all'IMT Belgrado per una stagione e mezza.
Rimasto svincolato, nel 2022 ha firmato un contratto con il Voždovac ed il 29 ottobre ha debuttato in Superliga mantenendo la porta inviolata nel pareggio contro il Napredak Kruševac. La stagione successiva è stato promosso a portiere titolare del club.
Il 4 luglio 2024 è passato a titolo definitivo all'AS Trenčín.

### Nazionale
Ha giocato nelle nazionali giovanili serbe Under-17, Under-18, Under-19, Under-20 ed Under-21.

## Statistiche

### Presenze e reti nei club
Statistiche aggiornate al 15 febbraio 2025.
| Stagione            | Squadra             | Campionato          | Campionato | Campionato | Coppe nazionali | Coppe nazionali | Coppe nazionali | Coppe continentali | Coppe continentali | Coppe continentali | Altre coppe | Altre coppe | Altre coppe | Totale | Totale | Totale |
| Stagione            | Squadra             | Comp                | Pres       | Reti       | Comp            | Pres            | Reti            | Comp               | Pres               | Reti               | Comp        | Pres        | Reti        | Pres   | Reti   |        |
| ------------------- | ------------------- | ------------------- | ---------- | ---------- | --------------- | --------------- | --------------- | ------------------ | ------------------ | ------------------ | ----------- | ----------- | ----------- | ------ | ------ | ------ |
| 2017-2018           | Jagodina            | 1L                  | 3          | -4         | CS              | 0               | 0               | -                  | -                  | -                  | -           | -           | -           | 3      | -4     |        |
| 2020-gen. 2021      | Budućnost Dobanovci | 1L                  | 15         | -17        | CS              | 1               | -2              | -                  | -                  | -                  | -           | -           | -           | 16     | -19    |        |
| gen.-giu. 2021      | IMT Belgrado        | 1L                  | 15         | -15        | CS              | 1               | -3              | -                  | -                  | -                  | -           | -           | -           | 16     | -18    |        |
| 2021-2022           | IMT Belgrado        | 1L                  | 15         | -14        | CS              | 0               | 0               | -                  | -                  | -                  | -           | -           | -           | 15     | -14    |        |
| Totale IMT Belgrado | Totale IMT Belgrado | Totale IMT Belgrado | 30         | -29        |                 | 1               | -3              |                    | -                  | -                  |             | -           | -           | 31     | -32    |        |
| 2022-2023           | Voždovac            | SL                  | 14         | -18        | CS              | 1               | -2              | -                  | -                  | -                  | -           | -           | -           | 15     | -20    |        |
| 2023-2024           | Voždovac            | SL                  | 30         | -47        | CS              | 0               | 0               | -                  | -                  | -                  | -           | -           | -           | 30     | -47    |        |
| Totale Voždovac     | Totale Voždovac     | Totale Voždovac     | 44         | -65        |                 | 1               | -2              |                    | -                  | -                  |             | -           | -           | 45     | -67    |        |
| 2024-2025           | AS Trenčín          | SL                  | 10         | -17        | CS              | 1               | -1              | -                  | -                  | -                  | -           | -           | -           | 11     | -18    |        |
| Totale carriera     | Totale carriera     | Totale carriera     | 102        | -132       |                 | 4               | -8              |                    | -                  | -                  |             | -           | -           | 106    | -140   |        |